# Zamarada principis
Zamarada principis är en fjärilsart som beskrevs av Claude Herbulot 1958. Zamarada principis ingår i släktet Zamarada och familjen mätare. Inga underarter finns listade i Catalogue of Life.